# Raicca Ventura
Raicca Ventura, née le 8 mars 2007 à São Caetano do Sul au Brésil, est une skateuse brésilienne.

## Carrière
Raicca Ventura commence le skate à l'âge de six ans, entrainée par son père, lui-même skateur.
En 2024, elle est médaillée d'or aux championnats du monde de skateboard.